# 浅野績
浅野 績（あさの いさお、1906年8月10日 - 1975年2月9日 ）は、日本の経営者。新キャタピラー三菱社長を務めた。

## 来歴・人物
岡山県総社市出身。1928年に東京高等工業学校工学部機械工学科を卒業し、同年に三菱造船に入社した。1965年5月に三菱重工業取締役に就任し、1966年11月に三菱自動車販売取締役を経て、1968年11月に社長に就任し、1970年1月に新キャタピラー三菱社長に就任。
1975年2月9日、激症肝炎のために死去。68歳没。